# 잰말 놀이

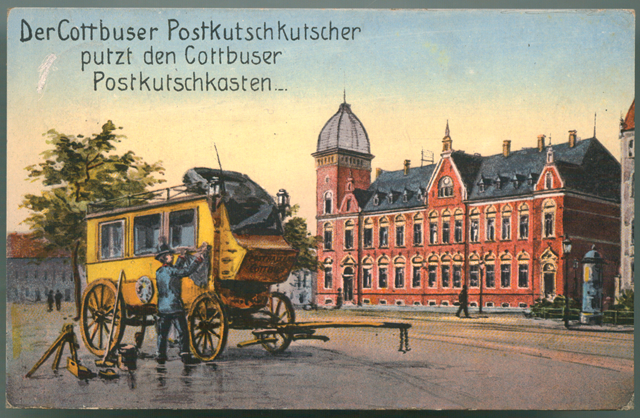

잰말 놀이 또는 빠른말 놀이는 빨리 발음하기 어려운 문장을 빠르게 말하는 놀이이다.
발음이 어려운 이유는 비슷하지만 서로 다른 소리의 교대로 인한 어려움, 모음조화, 동화, 이화 등의 음운 현상에 반대되는 경우 등이며 또한 방언마다 음소 목록이 서로 다른 경우 등에도 일부 발음이 잘 안 되는 경우도 있다. 느린 속도로는 정확하게 발음할 수 있어도 빨리 말하려 들면 부정확해진다. 이러한 문장은 부정확한 발음을 하는 발음 장애를 교정하거나 외국인이 언어 학습을 위해 또는 어린이들에 놀이처럼 가르쳐 정확한 발음을 학습하게끔 하는 도구 역할을 하기도 한다. 설소대가 짧은 설유착증 등 선천적으로 문제가 있는 경우 발음하기 힘든 경우가 있으며 심할 경우 음성언어치료센터나 전문 언어치료사의 도움을 받는 것이 좋다.

## 언어별 잰말 놀이

### 한국어
- 내가 그린 기린 그림은 목이 긴 기린 그림인가 목이 안 긴 기린 그림인가?
- 내가 그린 기린 그림은 잘 그린 기린 그림이고 네가 그린 기린 그림은 잘못 그린 기린 그림이다.
- 저기 있는 말뚝이 말 맬 말뚝이냐, 말 못 맬 말뚝이냐?
- 고려고 교복은 고급 교복이고 고려고 교복은 고급 원단을 사용했다.
- 내가 그린 구름 그림은 새털구름 그린 구름 그림이고, 네가 그린 구름 그림은 깃털구름 그린 구름 그림이다.
- 저기 계신 저분이 박 법학 박사이시고 여기 계신 이분이 백 법학 박사이시다.
- 경찰청 철창살은 외철창살이냐 된철창살이냐?
- 경찰청 철창살은 외철창살이고 검찰청 철창살은 된철창살이다.
- 경찰청 철창살이 쇠철창살이냐 철철창살이냐.
- 우리집 옆집 앞집 뒷창살은 흩겹창살이고, 우리집 뒷집 앞집 옆창살은 겹흩창살이다.
- 앞집 팥죽은 붉은팥풋팥죽이고, 뒷집 콩죽은 햇콩단콩콩죽, 우리집 깨죽은 검은깨깨죽인데 사람들은 햇콩단콩콩죽깨죽죽 먹기를 싫어하더라.
- 옆집 팥죽은 붉은 팥죽이고, 뒷집 콩죽은 검은 콩죽이다.
- 들의 콩깍지는, 깐 콩깍지인가 안 깐 콩깍지인가? 깐 콩깍지면 어떻고, 안 깐 콩깍지면 어떠냐? 깐 콩깍지나 안 깐 콩깍지나, 콩깍지는 다 콩깍지인데.
- 간장 공장 공장장은 장 공장장이고, 된장 공장 공장장은 강 공장장이다. (듣기 (도움말·정보))
- 안 촉촉한 초코칩 나라에 살던 안 촉촉한 초코칩이 촉촉한 초코칩 나라의 촉촉한 초코칩을 보고 촉촉한 초코칩이 되고 싶어서 촉촉한 초코칩 나라에 갔는데 촉촉한 초코칩 나라의 문지기가 "넌 촉촉한 초코칩이 아니고 안 촉촉한 초코칩 이니까 안 촉촉한 초코칩 나라에서 살아"라고 해서 안 촉촉한 초코칩은 촉촉한 초코칩이 되는 것을 포기하고 안 촉촉한 눈물을 흘리며 안 촉촉한 초코칩 나라로 돌아갔다. (듣기 (도움말·정보))
- 작년에 온 솥장수는 새 솥장수이고, 올해에 온 솥장수는 헌 솥장수이다.
- 서울특별시 특허허가과 허가과장 허 과장
- 상표 붙인 큰 깡통은 깐 깡통인가? 안 깐 깡통인가?
- 저기 가는 저 상장사가 새 상 상장사냐 헌 상 상장사냐
- 한국관광공사 곽진광 관광과장
- 철수 책상, 철책상.
- 산 사람들과 선 사람 둘과 선사 시대 사람들 속에 속해있는 사람들 속에서 선 사람 둘을 솎아낼까. 선 사람 둘과 산 사람들과 선사 시대 사람들 속에 섞여있는 선 사람들 속에 안 선 사람을 더 섞을까. 선사 시대 사람들과 산 사람들과 선 사람 둘이 모두 서서 서로가 서로를 서로 솎아내려 할 때, 선사 시대 사람은 선 사람이나, 안 선사람이나, 선한 사람이나, 안 선 상태로 서로 손을 잡고 3433년 3월13일 신시와 3시 33분 33초를 서로의 눈을 보며 말하자고 하였다.
- 스위스에서 온 산새들이 속삭이는 산림 숲속에서 숫사슴을 샅샅이 수색해 식사하고 산속 샘물로 세수하며 사는 삼십삼 살 샴쌍둥이 미세스 스미스 씨와 미스터 심슨 씨는, 삼성 설립 사장의 회사 자산 상속자인 사촌의 사돈 김상속 씨의 숫기 있고 숭글숭글한 숫색시 삼성 소속 식산업 종사자 김삼순 씨를 만나서, 삼성 수산물 운송 수송 수색 실장에게 스위스에서 숫사슴을 샅샅이 수색했던 것을 인정받아 스위스 수산물 운송 수송 과정에서, 상해 삭힌 냄새가 나는 수산물을 수색해 내는 삼성 소속 수산물 운송 수송 수색사원이 돼서 살신성인으로 쉴 새 없이 수색하다 산성수에 손이 산화되어 수술실에서 수술하게 됐는데, 쉽사리 수술이 잘 안 돼서 심신에 좋은 산삼을 달여 츄르릅 들이켰더니 힘이 샘솟아 다시 몸 사려 수색하다, 삼성 소속 식산업 종사자 김삼순 씨와 셋이서 삼삼오오 삼월 삼십삼일 세시 삼십삼분 삼십삼초에 쉰세 살 김식사 씨네 시내 스시 식당에 식사하러 가서, 싱싱한 샥스핀 스시와 삼색 샤시 참치 스시를 살사 소스와 슥슥삭삭 샅샅이 비빈 것과 스위스산 소세지를 샤샤샥 싹 쓸어 입 속에 쑤셔넣어 살며시 삼키고 스산한 새벽 세시 삼십삼분 삼십삼초에 산림 숲속으로 사라졌다.

### 영어
영어의 발음하기 어려운 문장은 영어: tongue-twister(→혀가 꼬이는 문장)라 부르며 많은 수의 tongue-twister는 두운과 각운을 맞추어 시처럼 되어 있다.
- The sixth sick sheikh's sixth sheep's sick.[2]
- Betty Botter bought a bit of butter. The butter Betty Botter bought was a bit bitter, and made her batter bitter. But a bit of better butter makes batter better. So Betty Botter bought a bit of better butter, making Betty Botter's bitter batter better.(듣기 (도움말·정보))→Betty Botter는 버터를 조금 샀다. Betty Botter가 산 그 버터는 약간 더 쓴맛이 났고, 그녀의 반죽에 넣자 더 쓰게 되었다. 그러나 더 나은 버터 약간을 넣으니 반죽이 더 나아졌다. 그래서 Betty Botter는 그 쓴 반죽을 더 낫게 하려고, 나은 버터를 약간 샀다.
- She sells sea shells by the seashore. The shells she sells are surely seashells. So if she sells shells on the seashore, I'm sure she sells seashore shells. →그녀는 바닷가에서 조개껍질을 판다. 그녀가 팔고 있는 조개껍질은 확실히 바다 조개의 껍질이다. 그러므로 만약 그녀가 바닷가에서 조개껍질을 팔고 있다면, 나는 그녀가 바닷가의 조개껍질을 팔고 있다고 확신한다.
- Can you can a can as a canner can can a can?
- You cuss, I cuss, we all cuss, for asparagus!
- Luke Luck likes lakes. Luke's duck likes lakes. Luke Luck licks lakes. Luck's duck licks lakes. Duck takes licks in lakes Luke Luck s. Luke Luck takes licks in lakes duck likes.
- Denise sees the fleece, Denise sees the fleas. At least Denise could sneeze and feed and freeze the fleas.
- Which witch went to the west when the weather was the worst? →어떤 마녀가 날씨가 가장 나쁠 때 서쪽으로 갔는가?
- Barber/Bobber) Barbara burned the brown bread badly. →바버(이발사/봅선수) 바바라는 갈색 빵을 심하게 태웠다.
- Peter Piper picked a peck of pickled peppers. A peck of pickled peppers Peter Piper picked. If Peter Piper picked a peck of pickled peppers, Where's the peck of pickled peppers Peter Piper picked?
- I saw Susie sitting in a shoe shine shop. Where she sits she shines, and where she shines she sits.
- How can a clam cram in a clean cream can?
- Send toast to ten tense stout saints' ten tall tents.
- Six sick hicks nick six slick bricks with picks and sticks.
- Picky people pick Peter Pan Peanut-Butter, 'tis the peanut-butter picky people
- Luke Luck likes lakes. Luke's duck likes lakes. Luke Luck licks lakes. Luck's duck licks lakes. Duck takes licks in lakes Luke Luck likes. Luke Luck takes licks in lakes duck likes.
- How many cookies could a good cook cook If a good cook could cook cookies? A good cook could cook as much cookies as a good cook who could cook cookies.
- How much ground would a groundhog hog, if a groundhog could hog ground? A groundhog would hog all the ground he could hog, if a groundhog could hog ground.
- How much wood could Chuck Woods' woodchuck chuck, if Chuck Woods' woodchuck could and would chuck wood? If Chuck Woods' woodchuck could and would chuck wood, how much wood could and would Chuck Woods' woodchuck chuck? Chuck Woods' woodchuck would chuck, he would, as much as he could, and chuck as much wood as any woodchuck would, if a woodchuck could and would chuck wood.
- A big black bug bit the big black bear, but the big black bear bit the big black bug back!
- Six sick sea-serpents swam the seven seas. →여섯 아픈 바다뱀이 일곱 바다(멕시코완, 카리브해, 북대서양, 지중해, 홍해, 아라비아, 인도양)를 헤엄쳤다.
- Fuzzy Wuzzy was a bear, Fuzzy Wuzzy had no hair, Fuzzy Wuzzy wasn't very fuzzy, was he?

자세한 내용은 이곳 참조

### 일본어
일본어의 발음하기 어려운 문장은 '하야구치 코토바(일본어: 早口言葉)'라 부르며, 비슷한 소리가 계속 이어진다.
- バスガス爆発 바스 가스 바쿠하츠[*]→버스 가스 폭발
- 赤巻紙青巻紙黄巻紙 아카마키가미 아오마키가미 키마키가미[*]→빨간 두루마리, 파란 두루마리, 노란 두루마리
- 赤パジャマ青パジャマ黄パジャマ 아카파자마 아오파자마 키파자마[*]→빨간 파자마, 파란 파자마, 노란 파자마
- 蛙ぴょこぴょこ三ぴょこぴょこ合わせてぴょこぴょこ六ぴょこぴょこ [3]카에루표코표코 미표코표코 아와세테표코표코 무표코표코[*]→개구리 깡충깡충, 셋 깡충깡충, 맞추어 깡충깡충, 여섯 깡충깡충
- スモモも桃も桃のうち 桃もスモモも桃のうち 스모모모 모모모 모모노 우치 모모모 스모모모 모모노 우치[*]→자두도 복숭아도 복숭아류, 복숭아도 자두도 복숭아류
- 生麦生米生卵[4] 나마무기 나마고메 나마타마고[*]→생맥(날보리), 낣쌀, 날계란 (듣기 (도움말·정보))
- 東京都特許許可局[5] 토오쿄오토 톳쿄 쿄카쿄쿠[*]→도쿄도 특허 허가국

### 중국어
중국어에는 성조인 사성이 서로 달라 다른 뜻이 되는 "중국어: 四是不是死, 병음: sìshìbúshìsǐ"같은 문장이 있다. 빨리 발음하기 어려운 말을 '繞口令'이라고 한다.
- 化肥会挥发。→화학 비료는 증발할 수 있다.
- 黑化肥发灰，灰化肥发黑。→검은색 화학 비료는 회색이 될 수 있고, 회색 화학 비료는 검은색이 될 수 있다.
- 黑化肥发灰会挥发；灰化肥挥发会发黑。→검은색 화학 비료는 회색이 되면 증발할 수 있고, 회색 화학 비료는 증발하면 검은색이 될 수 있다.
- 四是四，十是十，十四是十四，四十是四十，四十四只石狮子是死的。→4는 4, 10은 10, 14는 14, 40은 40, 석상의 사자 44마리는 죽은 것이다.
- 吃葡萄不吐葡萄皮，不吃葡萄倒吐葡萄皮。→포도를 먹을 때에는 포도 껍질을 뱉어내지 않는다. 포도를 먹지 않을 때에는 포도 껍질을 뱉어낸다.

### 독일어
- Blaukraut bleibt Blaukraut und Brautkleid bleibt Brautkleid (und Plättbrett bleibt Plättbrett und graublau bleibt graublau und bleifrei bleibt bleifrei und Grießbrei bleibt Grießbrei und Kriegsbeil bleibt Kriegsbeil).
- Fischers Fritze fischt frische Fische. Frische Fische fischt Fischers Fritze.→어부 Fritze는 신선한 생선을 잡는다. 신선한 생선은 어부 Fritze에게 잡힌다.
- In Ulm, um Ulm, und um Ulm herum.→울름에서, 울름 부근에서, 울름 주변 곳곳에서
- Denn der, der den Dänen dehnt, der dient den Dänen.
- Ein weißer Whiskeymixer mixt weißen Whiskey. Weißen Whiskey mixt ein weißer Whiskeymixer.→백인 위스키 조주사는 위스키를 하얗게 되도록 섞는다. 위스키는 백인 위스키 조주사에 의해 하얗게 섞였다.
- Im dicken dichten Fichtendickicht nicken dicke Fichten tüchtig.
- Im dichten Fichtendickicht picken die flinken Finken tüchtig.
- Der Cottbuser Postkutscher putzt den Cottbuser Postkutschkasten blank.
- Der Kaplan klebt klappbare Pappplakate an.
- Zwischen zwei Zwetschgenzweigen sitzen zwei zwitschernde Schwalben.
- Fromme Frösche fressen frische Frühlingszwiebeln, aber freche Frösche fressen frische Früchte.
- Sona seift alle seriösen Senioren ein, alle seriösen Senioren seifen Sona ein.
- Der Whiskeymixer mixt Whisky wunderbar.→위스키 조주사가 위스키를 훌륭하게 섞는다.

## 같이 보기
- 긴 낱말
- 스트르치 프르스트 스크르스 크르크